# اوده هیشیگی هیزا گاتامه
اوده هیشیگی هیزا گاتامه (به ژاپنی: 腕挫膝固)-(به انگلیسی: Ude hishigi hiza gatame) یکی از فنون و تکنیک‌های دستهٔ کاتامه-وازا رشتهٔ ورزشی جودو است که در زیردستهٔ کانستسو-وازا دسته‌بندی می‌شود.